# Топологическое квантовое число
В физике топологическое квантовое число (также называемое топологическим зарядом) — это любая величина в физической теории, которая принимает лишь дискретное множество значений, вследствие топологических соображений. Обычно топологические квантовые числа являются топологическими инвариантами, связанными с решениями типа топологических солитонов некоторой системы дифференциальных уравнений, моделирующих физическую систему, так как солитоны сами по себе своей стабильностью обязаны топологическим соображениям. Специальное название «топологические соображения» обычно следует из появления фундаментальной группы или гомотопической группы более высокой размерности в описании задачи, достаточно часто потому, что граница, на которую накладываются граничные условия, имеет нетривиальную гомотопическую группу, фиксированную дифференциальными уравнениями. Топологическое квантовое число некоторого решения иногда называют числом витков или, более строго, степенью непрерывного отображения.
Недавние мысли о природе фазовых переходов показывают, что топологические квантовые числа, и связанные с ними солитоны, могут создаваться или разрушаться в процессе фазового перехода.

## Физика частиц
В физике частиц, примером является скирмион, для которого барионное число — это и есть топологическое квантовое число. Первоначальным является факт того, что изоспин моделируется SU(2), которая изоморфна 3-сфере {\displaystyle S_{3}}. Беря действительное трехмерное пространство, и замыкая его точкой на бесконечности, также получаем 3-сферу. Решения уравнения Скирма в действительном трехмерном пространстве отображают точку в «реальном» (физическом, евклидовом) пространстве в точку 3-многообразия SU(2). Топологически различные решения «обёртывают» одну сферу вокруг другой так, что ни одно решение, независимо от того, как оно было видоизменено, не может «развернуться» без возникновения разрыва в решении. В физике такие разрывы связаны с бесконечностью энергии и, следовательно, запрещены.
В вышеуказанном примере топологическое утверждение состоит в том, что 3-я гомотопическая группа 3-сферы :{\displaystyle \pi _{3}(S_{3})=\mathbb {Z} } и тогда барионное число может принимать только целые значения.
Эти идеи находят своё обобщение в модели Весса-Зумино-Новикова-Виттена.

## Точно решаемые модели
Дополнительные примеры могут быть найдены в области точно решаемых моделей, таких как уравнение синус-Гордона, уравнение Кортевега — де Вриза и уравнение Ишимори. 1-мерное уравнение sine-Gordon пишется для чрезвычайно простого примера, так как роль фундаментальной группы играет {\displaystyle \pi _{1}(S_{1})=\mathbb {Z} } и, таким образом, это действительно число витков: круг может быть обёрнут вокруг круга целое число раз.

## Физика твёрдого тела
В физике твёрдого тела такие типы кристаллических дислокаций, как винтовые дислокации, могут быть описаны топологическими солитонами. Пример, включающий винтовые дислокации, связан с усами германия.